# Лицом к лицу (фильм, 1976)
«Лицом к лицу» (швед. Ansikte mot ansikte) — художественный фильм режиссёра Ингмара Бергмана 1976 года.

## Сюжет
Фильм повествует о психиатре Йенни Исакссон (Лив Ульман), страдающей от умственной болезни. Вместе с мужем, который также является психиатром, они успешны в работе, но медленно и неумолимо её психическое состояние продолжает ухудшаться. Йенни неотступно преследуют призраки прошлого, в результате чего она в конечном счёте оказывается не в состоянии функционировать как жена, доктор или личность.

## В ролях
- Лив Ульман — доктор Йенни Исакссон
- Эрланд Юзефсон — доктор Томас Якоби
- Гуннар Бьёрнстранд — дедушка
- Аино Таубе — бабушка
- Кристина Адольфсон — няня Вероника
- Марианн Аминофф — мать Йенни
- Ёста Экман — Микаэль Стромберг
- Хелен Фриберг — Анна
- Ульф Юханссон — Хельмут Ванкель
- Свен Линдберг — муж Йенни
- Ян-Эрик Линдквист — Ян-Эрик Линдквист
- Биргер Мальмстен — насильник
- Сиф Рууд — Элизабет Ванкель
- Ёран Стангерц — насильник
- Лена Олин — продавщица

## Технические детали
Изначально создавался как телевизионный четырёхсерийный фильм. Премьера состоялась в апреле 1976 года. Каждая часть имеет свой заголовок.
1. «Уход» премьера — 28 апреля
2. «Граница» премьера — 5 мая
3. «Сумеречная страна» премьера — 12 мая
4. «Возвращение» премьера — 19 мая

Продолжительность каждой серии 50 минут.
Позднее был создан экранный вариант продолжительностью 136 минут.

## Награды и номинации

### Награды
Премия «Золотой глобус»:
- 1977 — Лучший иностранный фильм

Премия Национального совета кинокритиков США:
- 1976 — Лучшая актриса (Лив Ульман)

### Номинации
Премия «Оскар»:
- 1977 — Лучшая женская роль (Лив Ульман)
- 1977 — Лучшая режиссура (Ингмар Бергман)

Премия «Золотой глобус»:
- 1977 — Лучшая актриса драмы (Лив Ульман)

Премия «BAFTA»:
- 1977 — Лучшая женская роль (Лив Ульман)

## Факты
- «Фантазию до-минор» Моцарта в фильме исполняет бывшая жена Бергмана Кэби Ларетеи.